# Wild Geraas (boek)
Wild Geraas is een non-fictie boek uit 2009 van Arnold-Jan Scheer, waarin de schrijver 30 reizen naar tot voor 150 jaar geïsoleerde, afgelegen plekken binnen Europa maakt, en waar tot op heden nog jaarlijks primitieve en onbekende Sinterklaasfeesten worden gevierd, die sterk afwijken van het in Nederland gevierde feest.
De schrijver gebruikt de verschillen en overeenkomsten die hij in deze riten aantreft om een zoektocht te beginnen naar de ouderdom van het feest en komt tot de conclusie dat de oudste sporen van zowel de figuur Sinterklaas als de riten om hem heen minstens 10.000 jaar oud zijn. Deze sporen leiden daarnaast ook naar de oorsprong van Europa en de Europeanen.

## Inhoud
Wild Geraas leunt tegen de verhaallijn van de fictie in Da Vinci Code van Dan Brown en het Het heilige bloed en de heilige graal van Michael Baigent en Richard Leigh met betrekking tot de machtsstrijd tussen het Roomse Christendom en het Arianisme. Sint Nicolaas (van Myra) zou op het Concilie van Nicea aanwezig zijn geweest en aan de kant van Rome gestaan hebben. In de middeleeuwen werd de Bisschop van Myra wereldberoemd dankzij het zogenaamde 'manna', een vloeistof die zijn beenderen (inmiddels overgebracht naar Bari) nog steeds afscheidt. Een vermenging met andere heiligen en goden, zoals Neptunus, Poseidon en Wodan, leverde samen met primitieve en heidense Germaanse riten die Sint Nicolaas in zijn cultus opnam, het huidige beeld van Sinterklaas op. De primitievere versies van de rite, die de auteur van Wild Geraas op eilanden en in hoge bergdalen meemaakte, zouden hiervan het bewijs vormen.

## Documentaire
Tijdens zijn onderzoek op de genoemde plekken is een begin gemaakt met de productie van een bioscoopdocumentaire met het boek Wild Geraas als basis. 